# Еберхард Кинцел
Еберхард Кинцел (на немски: Eberhard Kinzel) е германски генерал от пехотата на Вермахта.

## Биография
Кинцел е в Чуждестранни армии Изток (ЧАИ), до пролетта на 1942 г., когато е заменен от Райнхард Гелен. ЧАИ подготвя карти на ситуацията в Съветския съюз, Полша, Скандинавия и Балканите и събира информация за потенциалните противници.
Кинцел е част от делегацията, която участва в преговорите за немското предаване в Люнебург Хийт с фелдмаршал Монтгомъри. Кинцел, заедно с приятелката си Ерика фон Ашоф, се самоубиват на 23 май 1945 г.
Кинцел е свързан с аса на Луфтвафе, Гюнтер Лютцов. Той му е чичо. Носител е на Рицарски кръст и Железен кръст.